# Vasszécseny
Vasszécseny község Vas vármegyében, a Szombathelyi járásban. A mai község Lipárt és Szécseny falvak egyesítésével jött létre.

## Fekvése
A Gyöngyös-patak jobb partján fekszik, a megyeszékhely Szombathelytől 12 kilométerre délkeletre.
Különálló településrésze Lipárt, mely a mai belterület nyugati részét képezi.
A közvetlenül határos települések: észak felől Bozzai, északkelet felől Kenéz, kelet felől Pecöl, délkelet felől Csempeszkopács, dél felől Nemeskolta, délnyugat felől Sorkikápolna, nyugat felől pedig Tanakajd.

### Megközelítése
A település legfontosabb közúti megközelítési útvonala a 8-as főutat Szombathellyel és Kőszeggel összekötő 87-es főút, ez Lipárt községrészen végig is húzódik, annak főutcájaként, Szécseny településrésznek pedig a déli szélén halad el. A tőle délre elhelyezkedő kisebb településekkel a 8703-as út köti össze.
Vasútvonal már évtizedek óta nem érinti, a legközelebbi vasúti csatlakozási lehetőséget a Hegyeshalom–Porpác-vasútvonal és a Székesfehérvár–Szombathely-vasútvonal közös szakaszának Vép vasútállomása kínálja, mintegy 9 kilométerre északra. 1974-es megszüntetése előtt áthaladt rajta a Szombathely–Rum-vasútvonal, melynek egy megállási pontja is volt itt: Vasszécseny vasútállomás. Érdekesség, hogy a települést érintette volna az 1847-ben tervezett Sopron-Kőszeg-Szombathely-Rum-Zalaszentgrót-Nagykanizsa vasútvonal, melynek Lipárton és Szécsenyben is lett volna állomása.

## Nevének eredete
Neve a szláv sjecsinje (= irtvány) főnévből származhat, de lehet a régi magyar Scechyn személynévből is, ennek eredete a szláv secsen (= vágott) szó.

## Története
1283-ban Scechun néven említik először. Már a római korban lakott hely volt, határában a mai 87-es út vonalában haladt a Savariát Sopianaeval összekötő római út. Területén a középkorban kisebb erősség állott, mely Sárvár egyik elővára volt. 1318-ban a rábakeresztúri ciszterciek oklevelében Zechun alakban szerepel. 1346-ban már a sárvári váruradalomhoz tartozott. 1353-ban Villa Zechyn ad castrum Saruar néven említik. 1386-ban Zechen, illetve villa Scechen néven szerepel. 1396-ban a vasvári káptalan a falu birtokosa. 1474-ben a Tapán család, 1495-ben a Váti család tulajdona. Lipárt 1329-ben az Anjou okmánytárban Lyparth alakban tűnik fel. 1374-ben a szombathelyi káptalan irattárában szintén Lyparth, 1482-ben Lypparth alakban szerepel. Temploma 1383-ban már állt.
Mohács után a szécsenyi vár és a település Enyingi Török Bálint birtoka lett. A reformáció idején virágzó gyülekezet működött itt, akik 1613-ban zsinatot tartottak az itteni templomban. Az evangélikus templomot a 17. században Telekesi Török János és neje építtette, később ennek felhasználásával épült fel a szécsenyi templom. A lebontott vár helyén építette fel az 1710-es években gróf Batthyány Alajos a mai is álló barokk Ó-kastélyt. A falu birtokosai a 18. században az Ebergényiek lettek, akik 1790 körül új kastélyt építettek itt. Vasszécseny római katolikus templomát a Nagyboldogasszony tiszteletére szentelték.
Vályi András szerint "SZÉCSÉNY. Elegyes falu Vas Várm. földes Ura Ebergényi Uraság, lakosai katolikusok, fekszik Ikérvárhoz 1 1/4 mértföldnyire; határja középszerű, réttyei jók, fájok, legelőjök elég van, piatzok Kőszegen, és Szombathelyen.  LIPART. Magyar falu Vas Várm. földes Ura a’ Szombathelyi Káptalanbéli Uraság, lakosai katolikusok, határja közép termékenységű, réttye, legelője meg lehetős."
Fényes Elek szerint "Szécsény, magyar falu, Vas vmegyében a Gyöngyös mellett, 556 kath., 3 ref. lak. Kath. paroch. szentegyház. Termékeny buzatermő határ. F. u. Ebergényi Benedek és Victor. Ut. p. Szombathely. Lipárt, magyar falu, Vas vármegyében: 261 kath. lak. F. u. a szombathelyi káptalan. Ut. p. Szombathely"
Vas vármegye 1898-ban kiadott monográfiája szerint "Szécsény. Gyöngyösmenti magyar község, 83 házzal és 722 r. kath. és ág. ev. lakossal. Postája helyben van, távírója Vép. Körjegyzőségi székhely. Plébániája a XVII. században már virágzott. Lipárt csinos magyar község a Gyöngyös patak mellett, a szombathely-rumi vasut mentén, 61 házzal és 513 r. kath. és ág. ev. lakossal. Postája Nagy-Kajd, távírója Vép. Birtokosa a szombathelyi káptalan. Kath. temploma a XVII. században épült."
1910-ben Vasszécsenynek 781, Lipártnak 588 magyar lakosa volt. A Szombathely–Rum-vasútvonalat 1894. december 9-én nyitották meg,  1974. május 25-én azonban bezárták, habár 1909-ben tervezték Bérbaltavár, Türje irányába Balatonszentgyörgyig meghosszabbítani. A község egykori vasútállomása ma lakóházként áll, még őrizve egykori stílusjegyeit.
Vasszécsenyt és Lipártot 1948-ban egyesítették.

## Közélete

### Polgármesterei
- 1990–1994: Varga Dezső (független)[8]
- 1994–1998: Varga Dezső (független)[9]
- 1998–2002: Varga Dezső (független)[10]
- 2002–2006: Zsolnai Zoltán (független)[11]
- 2006–2010: Zsolnai Zoltán (független)[12]
- 2010–2014: Zsolnai Zoltán (független)[13]
- 2014–2019: Zsolnai Zoltán Tamás (független)[14]
- 2019–2024: Zsolnai Zoltán (független)[15]
- 2024– : Zsolnai Zoltán (független)[1]

## Népesség
A település népességének változása:
| Lakosok száma | 1374 | 1331 | 1348 | 1259 | 1286 | 1307 | 1300 |
|               | 2013 | 2014 | 2015 | 2021 | 2022 | 2023 | 2024 |

A 2011-es népszámlálás során a lakosok 88,1%-a magyarnak, 1,3%-a németnek, 0,3%-a cigánynak, 0,2%-a románnak mondta magát, míg 11,8% nem nyilatkozott. (A végösszeg a kettős identitások miatt nagyobb 100%-nál.) A vallási megoszlás a következő volt: római katolikus 73,1%, református 1,4%, evangélikus 1,2%, felekezet nélküli 3%, 20,4% pedig nem nyilatkozott.
2022-ben a lakosság 93,1%-a vallotta magát magyarnak, 0,9% németnek, 0,2% cigánynak, 0,2% horvátnak, 0,1-0,1% bolgárnak, szlovénnek és románnak, 1,7% egyéb, nem hazai nemzetiségűnek (6,9% nem nyilatkozott; a kettős identitások miatt a végösszeg nagyobb lehet 100%-nál). Vallásuk szerint 55,4% volt római katolikus, 1,4% evangélikus, 1% református, 0,2% görög katolikus, 0,6% egyéb keresztény, 0,5% egyéb katolikus, 4,4% felekezeten kívüli (36,5% nem válaszolt).

## Galéria

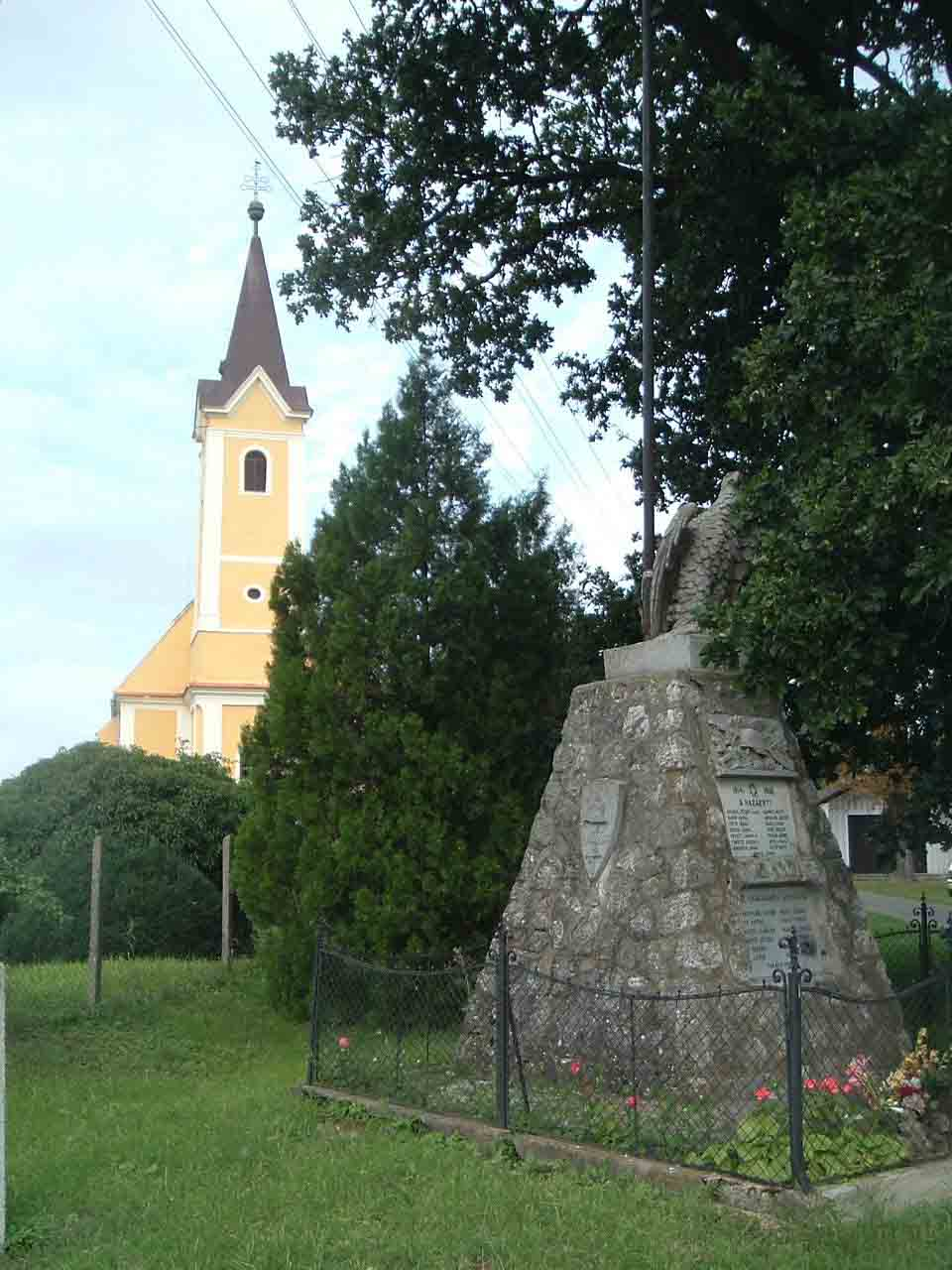
A lipárti római katolikus templom a hősi emlékművel
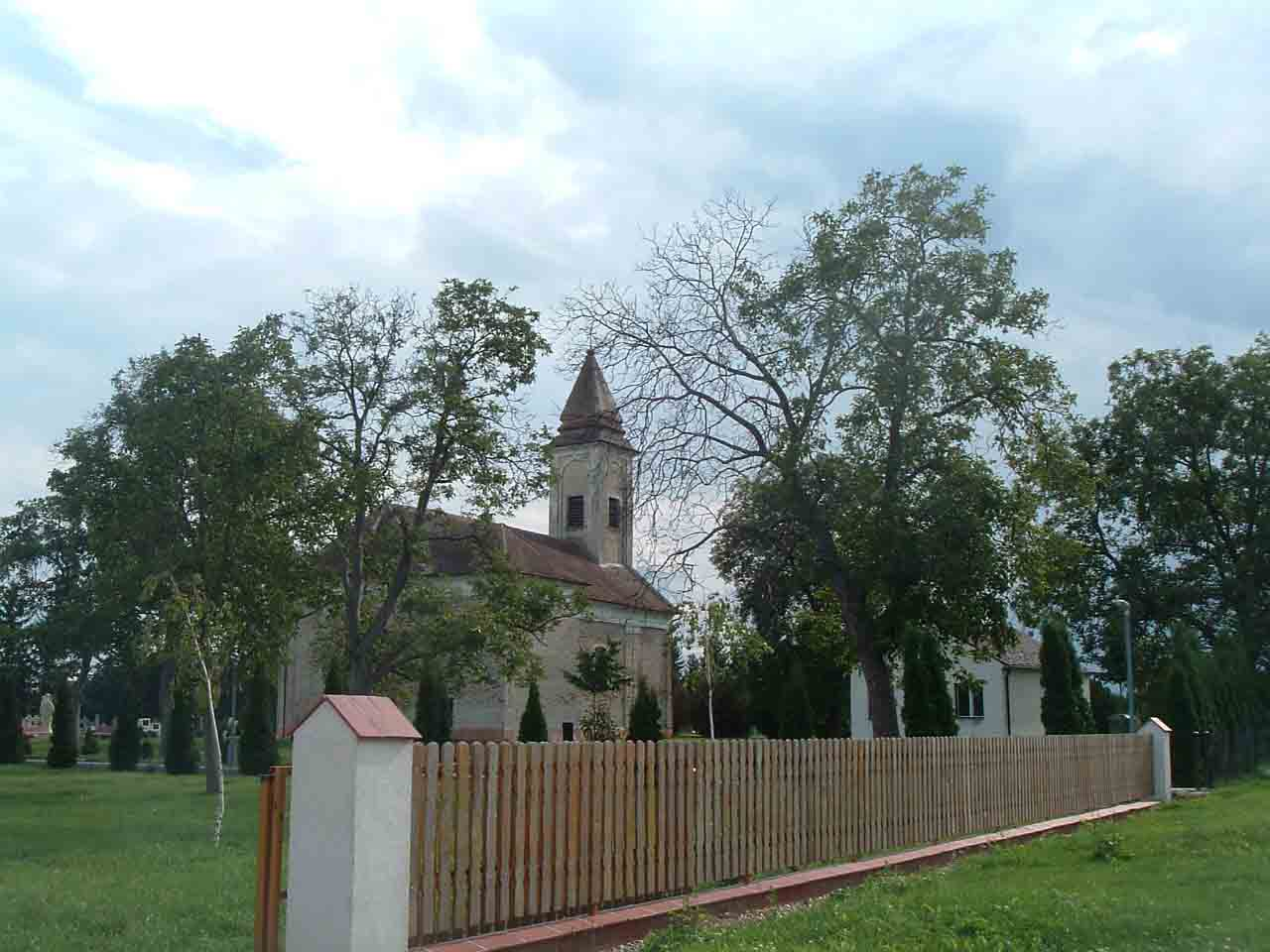
A vasszécsenyi római katolikus templom
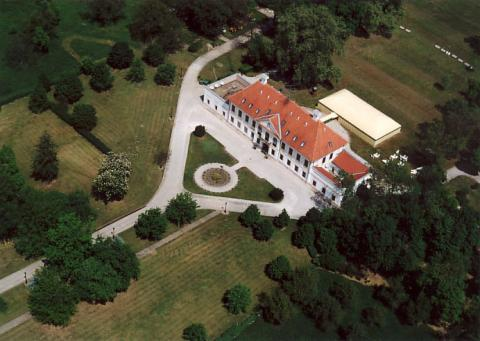
A kastély légifotója
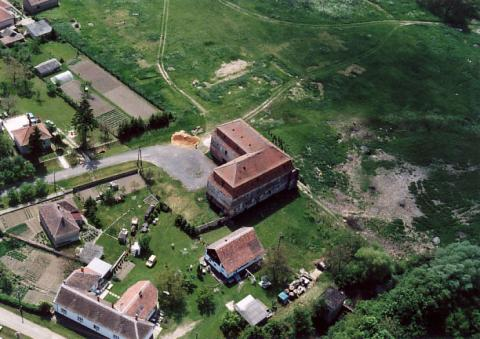
Vasszécseny légifotója
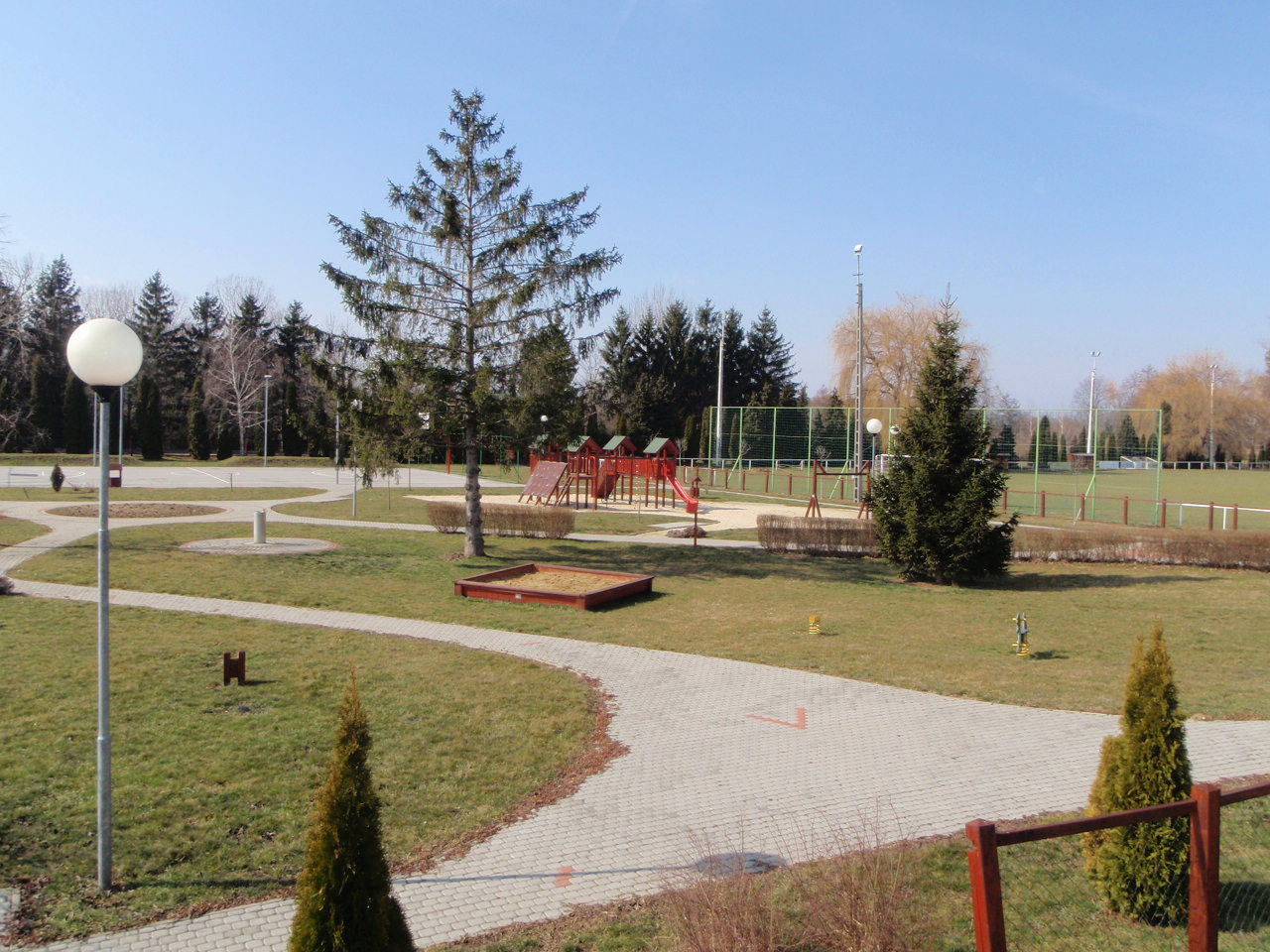
Vasszécseny új játszótere és sportpályája
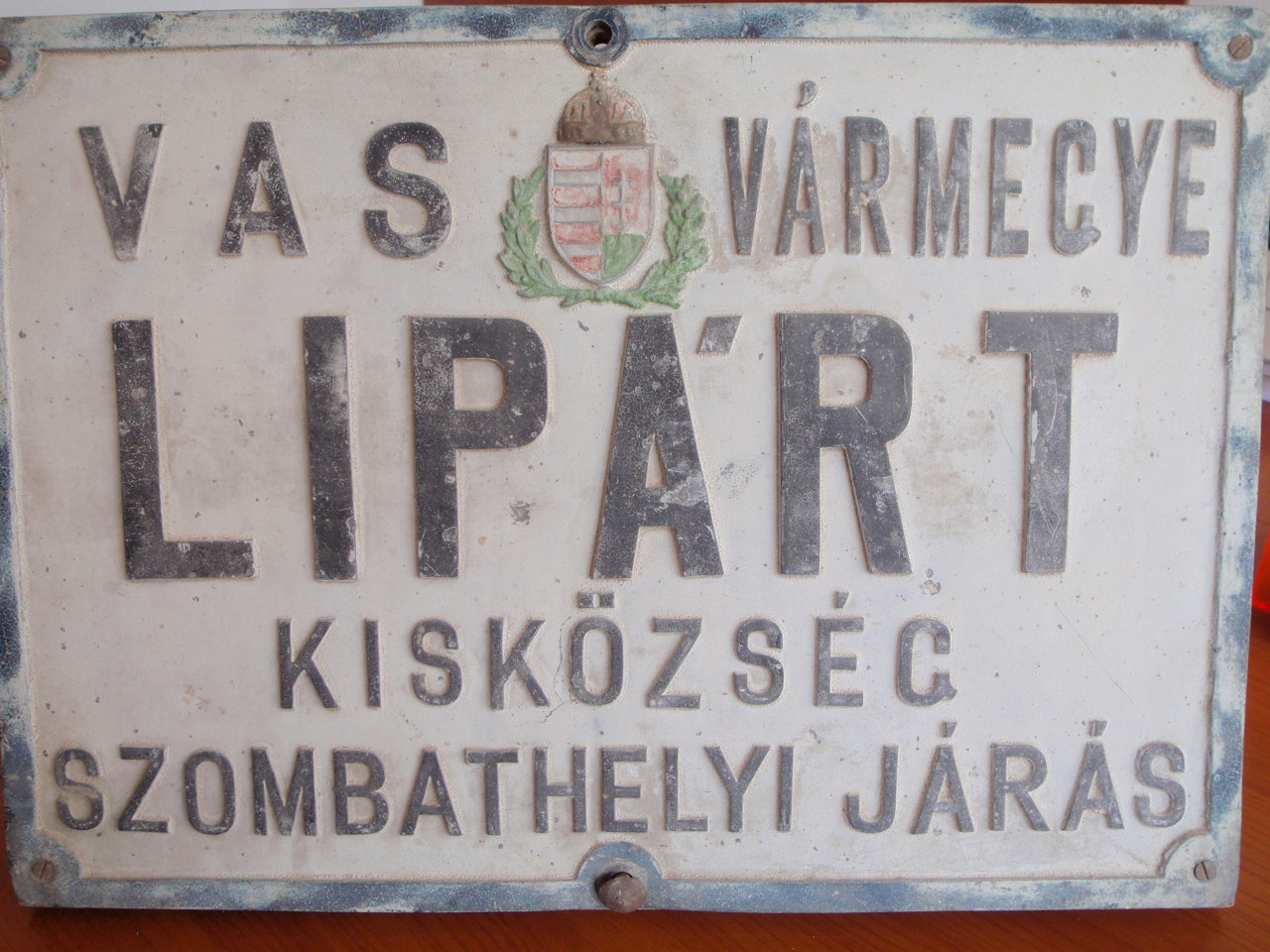
Lipárt egykori helységnévtáblája
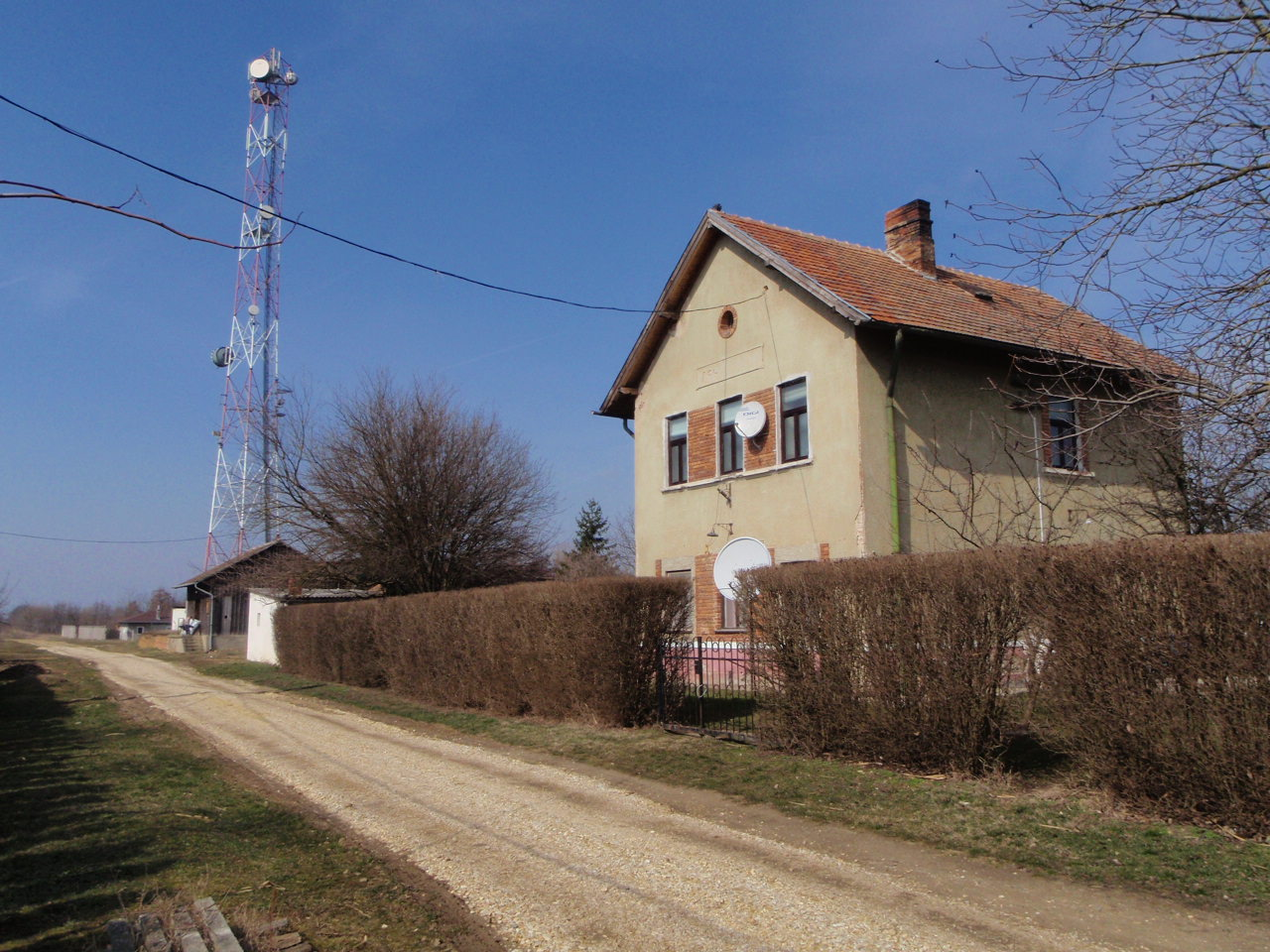
Vasszécseny egykori vasútállomása
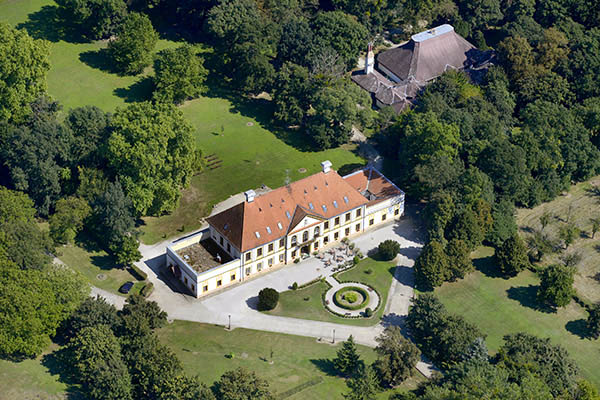
Új-Ebergényi-kastély 2016
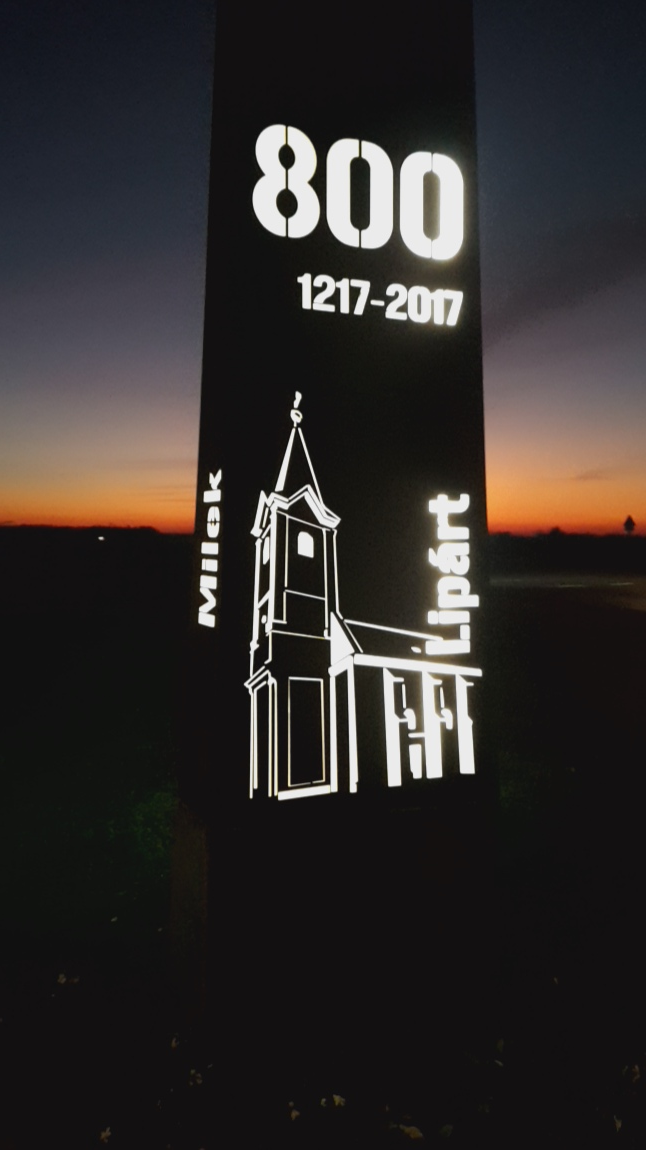
Településrészek, a 800 éves alapítás emlékoszlopa

## Nevezetességei
- Az Ó-Ebergényi-kastély a 16. században épült barokk épület, dísztermét a magyar barokk jellegzetes vonásai díszítik, a kastélyszállót 3 hektáros őspark veszi körül[18]
  - Festetics-sörház
- Az Új-Ebergényi-kastély 1790 körül épült copf stílusú, műemlék kastély. A kastély szállodaként működik. A szabadon álló épületet 14 hektáros park övezi
- A temetőben álló szécsenyi római katolikus templomot Ebergényi Benedek építtette 1837-ben a korábbi evangélikus templom helyén.
- Lipárt Keresztelő Szent János tiszteletére szentelt római katolikus temploma a 14. században épült, a 17. században átépítették.
- A műemlék magtárépület a 18. században épült, a hagyomány szerint egykor kolostor volt benne.
- A község határában kopjafa áll az egykori Császt falu helyén.
- Az Ásványmúzeum[19] és földtani bemutatóterem 2008-ban nyitotta meg kapuit a Gyöngyös utcában, 120 négyzetméteren. Létrehozója és működtetője Pődör György  mérnök-tanár, helyi lakos. A múzeum látogatása ingyenes. Három teremben ásványok, fossziliák és más, a bányászathoz köthető érdekességek láthatók. Előzetes bejelentkezés szükséges. (Elérhetőség a Múzeum honlapján.)

## Szálláshelyek
- Ó-Ebergényi kastélyszálló
- Új-Ebergényi kastélyszálló honlapja
- Stőger panzió és étterem

## Programlehetőségek
- Ásványmúzeum Archiválva 2021. január 25-i dátummal a Wayback Machine-ben[19]
- Pungor Ernő Művelődési Ház[20]
- PixieTárczy élményfestés[21]
- VarázsLÓ LOVASműhely[22]

## Gazdasága
- Zsolnai sütő és édesipari Kft honlapja, közösségi média profilja

## Külső hivatkozások
- A község térképe Archiválva 2007. január 7-i dátummal a Wayback Machine-ben